# Niers
Niers − rzeka w Niemczech i Holandii, prawy dopływ rzeki Mozy. Jej źródło znajduje się w okolicach Erkelenz, na południe od Mönchengladbach w Nadrenii Północnej-Westfalii (Niemcy). Niers przepływa przez Mönchengladbach, Viersen, Wachtendonk, Geldern i Goch, wpadając do Mozy niedaleko holenderskiego Gennep. Całkowita długość rzeki Niers wynosi 117,7 km, z czego ok. 9 km w Holandii.